# Okunšćak
Okunšćak je naselje u općini Rugvica u Zagrebačkoj županiji.

## Zemljopis
Naselje je smješteno na lijevoj obali rijeke Save 2 km sjeverozapadno od Rugvice, i 6 km jugozapadno od Dugog Sela, na odvojku županijske ceste Dugo Selo-Rugvica-Ivanja Reka. 

## Stanovništvo
U naselju živi 442 stanovnika (2001.) u 116 kućanstava. Prosječna godišnja stopa rasta je 7,37% (1991. – 2001.)
Broj stanovnika: 
- 1981.: 178 (46 kućanstava)
- 1991.: 217
- 2001.: 442 (116 kućanstava)

| broj stanovnika | 167   | 173   | 166   | 206   | 219   | 253   | 227   | 191   | 168   | 173   | 173   | 181   | 160   | 217   | 442   | 521   | 490   |
|                 | 1857. | 1869. | 1880. | 1890. | 1900. | 1910. | 1921. | 1931. | 1948. | 1953. | 1961. | 1971. | 1981. | 1991. | 2001. | 2011. | 2021. |

## Povijest
Naselje se prvi puta spominje 1217. godine. Ime dobiva od posjednika Okuna i ribe okun (grgeč). Od 1850. godine je u sastavu Kotara Dugo Selo, od pedesetih prošlog stoljeća u općini Dugo Selo, a od 1993. u sastavu je općine Rugvica. Nekada je na Savi pokraj Okunšćaka bilo 10 mlinova koje su koristili stanovnici šireg područja. Naselje od osamdesetih godina prošlog stoljeća, zahvaljujući blizini Zagreba i Dugog Sela, ima veliku prosječnu stopu rasta stanovništva, posebice tijekom i nakon Domovinskog rata. Naselje su u velikom broju naselili Hrvati iz Bosanske Posavine. Pripada rimokatoličkoj župi Uznesenja Blažene Djevice Marije  iz Narta Savskog, dugoselski dekanat Zagrebačke nadbiskupije.